# Манчичи
Манчичи (укр. Манчичі) — село в Чернетчинской сельской общине Ахтырского района Сумской области Украины.
Код КОАТУУ — 5920386903. Население по переписи 2001 года составляет 12 человек.

## Географическое положение
Село Манчихи находится на расстоянии в 1,5 км от реки Гусинка.
На расстоянии в 1 км расположены сёла Корабельское и Пологи.
Рядом проходят железная дорога и автомобильная дорога Т-1705.